# Gurinhatã
Gurinhatã là một đô thị thuộc bang Minas Gerais, Brasil. Đô thị này có diện tích 1844,347 km², dân số năm 2007 là 6194 người, mật độ 3,4 người/km².